# Västarameiska språk
Västarameiska språk består av de arameiska språk, som talades i den antika Levanten, och skiljer sig från östarameiska språk, så som syriskan. Sedan den arabiska erövringen av Levanten har västarameiskan stegvis nästan fullständigt försvunnit som levande språk, med tre byar i Syrien som den enda återstående platsen där ett västligt nyarameiskt språk talas (Ma'loula-dialekten).
Vissa delar av bibeln och targumerna är avfattade på västarameiska, och vissa på babylonisk östarameiska samt hebreiska. Skillnad kan göras mellan judisk arameiska och kristen arameiska som utvecklades olika och har olika underliggande influenser, den judiska från hebreiskan och den kristna från grekiskan. Efter judarnas återkomst ur den babyloniska fångenskapen börjar detta arameiska språk alltmer ersätta den äldre hebreiskan och var på Jesu tid de flesta judars allmänna tal- och skriftspråk. I lexikaliskt avseende är västarameiskan nästan alldeles identiskt med syriskan. Det finns få grammatiska skiljaktigheter, av vilka infinitivbildningen utan m och imperfektets prefix för 3:e person j i stället för syriskans n är de mest betydande. Här ligger språket närmare hebreiskan. Den förnämsta skillnaden är att judisk arameiska använder det hebreiska alfabetet och kristen arameiska skrivs med det syriska alfabetet. Den del av den arameiska litteraturen, som finns på detta språk består, utom av vissa smärre delar av bibeln (Jer. 10: 11; Dan. 2: 4-7: 28; Esra 4: 8-6:18; 7: 12-26), huvudsakligen av targumim (tolkningar), judiska, mer eller mindre omskrivande översättningar (parafraser) av flera av Gamla Testamentets böcker.